# سوكراتيس باباستاثوبولوس

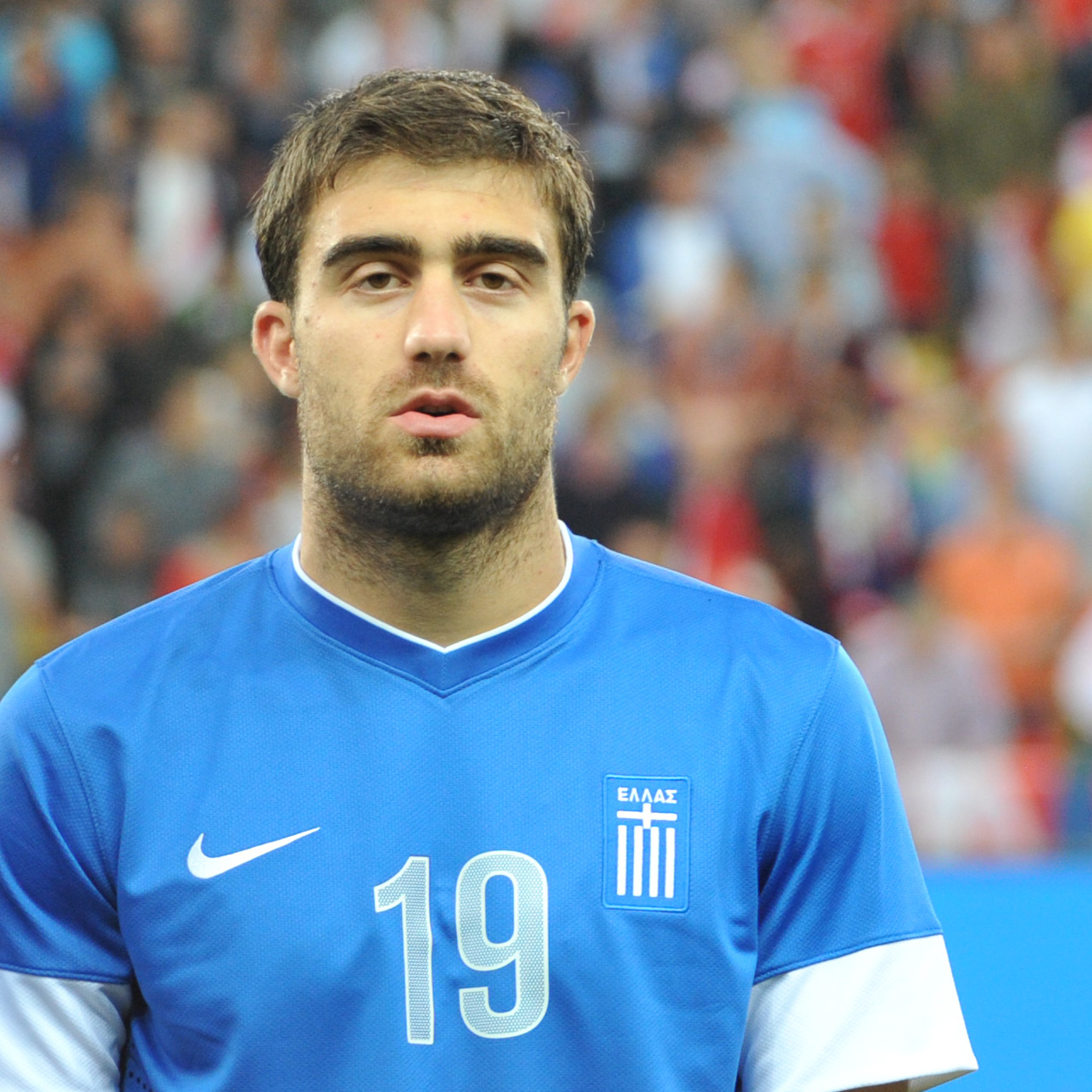
سوكراتيس باباستاثوبولوس

سوكراتيس باباستاثوبولوس (باليونانية: Sokratis Papastathopoulos)‏ (مواليد 9 يونيو 1988 في كالاماتا - اليونان) (باليونانية:Σωκράτης Παπασταθόπουλος) لاعب كرة قدم يوناني سابق، كان يلعب لصالح نادي بوروسيا دورتموند الألماني في مركز قلب الدفاع.

## روابط خارجية
- سوكراتيس باباستاثوبولوس على موقع الاتحاد الدولي (مؤرشف)  (الإنجليزية)
- سوكراتيس باباستاثوبولوس على موقع الاتحاد الأوربي (الإنجليزية)
- سوكراتيس باباستاثوبولوس على موقع إي إس بي إن إف سي (الإنجليزية)
- سوكراتيس باباستاثوبولوس على موقع قاعدة بيانات كرة القدم.إي يو (الإنجليزية)
- سوكراتيس باباستاثوبولوس على موقع ليكيب (الفرنسية)
- سوكراتيس باباستاثوبولوس على موقع ناشيونال فوتبول تيمز (الإنجليزية)
- سوكراتيس باباستاثوبولوس على موقع Soccerbase.com (لاعب) (الإنجليزية)
- سوكراتيس باباستاثوبولوس على موقع Soccerway.com (الإنجليزية)
- سوكراتيس باباستاثوبولوس على موقع عالم كرة القدم.نت (الإنجليزية)
- سوكراتيس باباستاثوبولوس على موقع كووورة